# Захаріїн Василь Аполлінарійович
Василь Аполлінарійович Захаріїн (Захаріїв, Захар'їн) (23 лютого 1870  — після 1923) — полковник УГА, командир 5-ї Сокальської бригади УГА.

## Життєпис
Закінчив Гатчинський інститут, а в 1893 році Оренбурзький кадетський корпус. Служив у 1-му Астраханському козачому полку. 29.05.1905 р. у чині капітана перевівся до 6-го Туркестанського стрілецького батальйону. Станом на 01.01.1910 р. — капітан 18-го Туркестанського стрілецького батальйону (Петро-Олександрівськ). Останнє звання у російській армії — підполковник.
17 листопада 1918 року прибув до Львова у складі делегації УНР з Одеси разом із Іваном Луценком. Командував 5-ю Сокальською бригадою УГА.
У 1920 році приділений до старшинської чоти при штабі Тилу Армії УНР.
З 1923 року проживав на еміграції у Франції у місті Шалетт.